# اندیس تله سیاه
تله سیاه یک اندیس غیرفلزی است که در حوالی شهر جیان استان فارس قرار دارد و مادهٔ معدنی موجود در آن، سیلیس است.سنگ میزبان این اندیس شیل و ماسه سنگ دگرگو نه است و دیرینگی آن به دوران ژوراسیک می‌رسد. 